# 近畿高等看護専門学校
近畿高等看護専門学校（きんきこうとうかんごせんもんがっこう）は、公益社団法人京都保健会が京都府京都市中京区に設置する専修学校。全日本民主医療機関連合会（民医連）に加盟している。

## 学科
- 看護学科（3年課程、定員35名程度）

## 取得できる資格・免許状
- 専門士（医療専門課程）称号[2]
- 看護師国家試験の受験資格[3]
- 保健師・助産師養成学校受験資格[3]
- 大学編入学資格[3]

## 交通アクセス
- JR嵯峨野線「円町駅」より徒歩約10分[4]
- 京都市営地下鉄東西線「西大路御池駅」より徒歩約10分[4]

## 関連施設
- 京都民医連中央病院（同一法人が運営）
- 吉祥院病院（同一法人が運営）
- 京都協立病院（同一法人が運営）